# Czachrowo
Czachrowo – zniesiona wieś w Polsce położona w województwie wielkopolskim, w powiecie wrzesińskim, w gminie Września, przy trasie drogi krajowej nr 15. Miejscowość przylega bezpośrednio do południowych granic administracyjnych Wrześni.
Nazwa z nadanym identyfikatorem SIMC występuje w zestawieniach archiwalnych TERYT z 1999 roku. Nazwa została zniesiona w 2006 roku, przez włączenie do wsi Obłaczkowo.
W latach 1975–1998 miejscowość administracyjnie należała do województwa poznańskiego.